# Dengeki Bunko Fighting Climax
Dengeki Bunko Fighting Climax ("電撃文庫 FIGHTING CLIMAX") é um jogo eletrônico lançado pela Sega em 2014. O jogo foi idealizado para comemorar o 20º aniversário da editora Dengeki Bunko. Esta editora é especializada em romances com ilustrações, popularmente chamadas de "Light Novel". Esta não foi a primeira parceria entre as duas empresas. A Dengeki Bunko já havia lançado "Sega Hard Girls". O jogo possui os personagens mais famosos da editora, em combates de luta 2D. Como chefe foi escolhido o personagem Akira, do jogo Virtua Fighter, que completou 20 anos em 2013.

## Personagens

### Personagens jogáveis
| Personagem       | Série                              | Dublagem            |
| ---------------- | ---------------------------------- | ------------------- |
| Asuna            | Sword Art Online                   | Haruka Tomatsu      |
| Kirino Kosaka    | Oreimo                             | Ayana Taketatsu     |
| Kirito           | Sword Art Online                   | Yoshitsugu Matsuoka |
| Kuroyukihime     | Accel World                        | Sachika Misawa      |
| Mikoto Misaka    | A Certain Magical Index            | Rina Satō           |
| Miyuki Shiba     | The Irregular at Magic High School | Saori Hayami        |
| Rentaro Satomi   | Black Bullet                       | Yuki Kaji           |
| Shana            | Shakugan no Shana                  | Rie Kugimiya        |
| Shizuo Heiwajima | Durarara!!                         | Daisuke Ono         |
| Taiga Aisaka     | Toradora!                          | Rie Kugimiya        |
| Tomoka Minato    | Ro-Kyu-Bu!                         | Kana Hanazawa       |
| Yukina Himeragi  | Strike the Blood                   | Risa Taneda         |

### Personagens suporte
| Personagem        | Série                              | Dublagem         |
| ----------------- | ---------------------------------- | ---------------- |
| Boogiepop         | Boogiepop                          | Kaori Shimizu    |
| Celty Sturluson   | Durarara!!                         | Miyuki Sawashiro |
| Enju Aihara       | Black Bullet                       | Rina Hidaka      |
| Erio Tōwa         | Denpa Onna to Seishun Otoko        | Asuka Ōgame      |
| Haruyuki Arita    | Accel World                        | Yuuki Kaji       |
| Hinata Hakamada   | Ro-Kyu-Bu!                         | Yui Ogura        |
| Holo              | Spice and Wolf                     | Ami Koshimizu    |
| Kino              | Kino's Journey                     | Ai Maeda         |
| Kōko Kaga         | Golden Time                        | Yui Horie        |
| Kojou Akatsuki    | Strike the Blood                   | Yoshimasa Hosoya |
| Kuroneko          | Oreimo                             | Kana Hanazawa    |
| Leafa             | Sword Art Online                   | Ayana Taketatsu  |
| Mashiro Shiina    | The Pet Girl of Sakurasou          | Ai Kayano        |
| Ryūji Takasu      | Toradora!                          | Junji Majima     |
| Sadao Maō         | The Devil Is a Part-Timer!         | Ryōta Ōsaka      |
| Tatsuya Shiba     | The Irregular at Magic High School | Yuichi Nakamura  |
| Tōma Kamijō       | A Certain Magical Index            | Atsushi Abe      |
| Wilhelmina Carmel | Shakugan no Shana                  | Shizuka Itō      |

## Mecânica do Jogo
O jogo é do estilo Luta em 2D. Possui 4 Botões: A (ataque fraco), B (ataque médio), C (ataque forte) e D (suporte). Os personagens podem correr para frente, para trás, e possuem 2 níveis de pulo. Cada personagem possui habilidades únicas chamadas de "Impact Skill". Especiais poderosos chamados de "Climax Arts" podem ser utilizados quando 2 barras "Climax" estão cheias.